# De Engelbewaarder (literatuur)
De Engelbewaarder was een (in beginsel) kwartaalschrift van de Stichting Vrienden van het Amsterdamsch Litterair Café De Engelbewaarder. Buiten de apart verschenen boeken werden in de reeks 25 delen gepubliceerd. Deze reeks werd voortgezet met de 9-delige De Nieuwe Engelbewaarder, verschenen bij uitgeverij Bas Lubberhuizen.

## De Engelbewaarder-reeks
1. Wim Walraven jr.: De groote verbittering. Herinneringen aan mijn vader (1977)
2. Thijs Wierema: Nescio (1976)
3. Maurits (P.A. Daum): H. van Brakel, Ing. B.O.W.. Oorspronkelijke roman (1976)
4. Rob Grootendorst (samenst.): Theo Thijssen (1976)
5. G. & E. Prezcier [= Louise &  Wilhelmina Drucker]: George David [op omslag: Wilhelmina Drucker en de schandaalroman George David] (1976)
6. Jacob Israël de Haan: Kanalje en Opstandige Liedjes (1977)
7. Koos van Weringh: De Houten Pomp. A.R. Caricaturistisch Weekblad, 1922-1930 (1977)
8. Thijs Wierema, Bas Lubberhuizen, Joop Waasdorp, C.J. Aarts: Joop Waasdorp zestig jaar (1977)
9. Toke van Helmond (samenst.): Mary Dorna (1977)
10. Maurits (P.A. Daum): "Nummer elf" (1978)
11. Eddy Mielen (samenst.): C.C.S. Crone - kroniek van een utrechtse schrijver (1978)
12. Margot de Waal (samenst.): Mina Kruseman - portret van een militante feministe en pacifiste (1978)
13. Jan Fontijn & Diny Schouten: Carry van Bruggen (1881-1932) (1978)
14. Hans Vervoort  (met medewerking van Maja Indorf): Sicco Roorda van Eysinga - zijn eigen vijand (1979)
15. C.J. Aarts &  Thijs Wierema: Jan Arends (1925-1974) (1979)
16. Koos van Weringh & Toke van Helmond: Joseph Roth in Nederland (1979)
17. Jan Noordegraaf & Arie IJzerman: Henri Hartog, schrijver van zwart Schiedam (1980)
18. Rob Molin & Peter Morel: Pierre Kemp. Man in het zwart, heer van het groen (1980)
19. Ronald Spoor: Alexander Cohen. Uiterst links - journalistiek werk 1887-1896 (1980)
20. Jan Fontijn & Gideon Lodders: Frans Coenen (1981)
21. Jaap Meijer: J.K. Rensburg 1870-1943 - een joodse graalzoeker (1981)
22. Max Nord: Alexander Cohen. Uiterst rechts - journalistiek werk 1906-1920 (1981)
23. Ludy Giebels: Jacob Israël de Haan - correspondent in Palestina 1919-1924 (1981)
24. Toke van Helmond: Bob Hanf 1894-1944 - waarin opgenomen Christiaan Philippus' Mijmeringen over de Nachtzijde van het Leven (1982)
25. Rob Nieuwenhuys: Leven tussen twee vaderlanden (1982)

## Losse uitgaven
- Engelbewaarder-Winterboek 1978 (1978)
- Engelbewaarder-Winterboek 1979 (1979)
- Theo Thijssen: Jongensdagen (1979)
- Wim Wennekes & Igor Cornelissen: Omtrent De Avonden [op omslag: Het hulpje van Gerard Kornelis van het Reve. Het winterverhaal dat Gerard Kornelis van het Reve niet schreef] (1981)
- Jaap Meijer: Onze taal als een bare schat. Jacob Israël de Haan en het Hebreeuws (1981)
- Saul van Messel (= Jaap Meijer): Vaderland in den vreemde. Joodse balladen uit Groningerland (1982)

## De Nieuwe Engelbewaarder-reeks
- 1 - Igor Cornelissen: Speurtocht naar de (auto)biografie (1993)
- 2 - Marco Entrop: Onbekwaam in het compromis. Willem Arondéus, kunstenaar en verzetsstrijder (1993)
- 3 - Hans van Straten: Opmars der plagiatoren. Handleiding voor de praktijk (1993)
- 3½ - Hans van Straten: Plagiatoren trekken voorbij. Eerste supplement bij Opmars der plagiatoren (1993)
- 4 - Manu van der Aa: E. du Perron en de avant-garde. Kroniek van een heilzame ziekte (1994)
- 5 - Jeroen Brouwers: Twee verwoeste levens. De levensloop en de dubbele zelfmoord van Elize Baart en Bastiaan Korteweg (1993)
- 6 - Verlangen naar het verlangen. Briefwisseling tussen Alain-Fournier en Jacques Rivière (vert. Hein Groen & Annick Boyer) (1994)
- 7 - Joseph Roth: Reis door Rusland (inl. & vert. Koos van Weringh) (1994)
- 8 - Tristan Haan: Multatuli's legioen van Insulinde. Marie Anderson, Dek en de anderen (1995)
- 9 - Hans van Straten: Ze zullen eikels zaaien op mijn graf. Teruggevonden gesprekken uit 1962 met Willem Frederik Hermans (1995)